# Francesco Di Jorio
Francesco Di Jorio (Dielsdorf, 22 september 1973) is een Zwitsers voormalig voetbalcoach en speler die speelde als middenvelder.

## Carrière
Di Jorio speelde tussen 1991 tot 2013 achtereenvolgens voor FC Zürich, FC Wettingen, Lausanne-Sport, Salernitana Sport, FC St. Gallen, FC Luzern, FC Sion, FC United Zürich en FC Glattal. Bij de twee laatste clubs was hij speler-trainer.
Hij maakte in 1998 zijn debuut voor Zwitserland, hij speelde in totaal dertien interlands waarin hij niet tot scoren kwam.
Na zijn carrière richtte hij het spelermakelaarskantoor Soccerdome Football Team Management op. 

## Erelijst
- FC Zürich
  - Landskampioen: 2006
  - Zwitserse voetbalbeker: 2005